# Calf of Man
Vous lisez un « bon article » labellisé en 2007.
Calf of Man, en mannois Yn Cholloo, est une île de la mer d'Irlande située au sud-ouest de l'île de Man à laquelle elle est rattachée politiquement. Les deux îles sont séparées par le Calf Sound, en français « détroit de Calf », en mannois Yn Cheyllys, ou plus simplement The Sound. Seules deux personnes vivent de manière saisonnière sur l'île qui comporte une grande densité de phares.
Liée au sort de l'île de Man durant des siècles, Calf of Man constitue depuis 1937 une réserve faunistique et floristique à l'accès restreint car peuplée de nombreux oiseaux de mer, d'une faune et flore marine variée ainsi que d'une variété de mouton typique de l'île de Man, le Loaghtan.

## Étymologie
Le terme calf dérive du vieux norrois kalfr et sert à désigner un îlot situé à proximité d'une île plus grande. Calf of Man signifie donc « Îlot de Man ». Littéralement, en traduisant de l'anglais, Calf of Man signifie « Petit de Man », voire « Petit de l'Homme », mais cette traduction ne reflétant pas le sens originel du nom, l'île est généralement connue en français sous son appellation non traduite.

## Géographie

### Topographie

Carte de l'île de Man avec Calf of Man au sud-ouest.

L'île de Calf of Man se situe non loin des côtes de l'île de Man dont elle est séparée par le détroit de Calf, à l'extrémité de la péninsule de Meayll, dominée par le Mull Hill, en direction du sud-ouest, en mer d'Irlande. Elle est entourée par plusieurs petits îlots : Kitterland situé entre Calf of Man et l'île de Man, Chicken Rock, en mannois Carrick ny Kirkey, situé au sud-ouest de Calf of Man, Yn Burroo en direction du sud et The Stack vers l'ouest.
L'île, de forme arrondie, mesure 2,6 km2 de superficie et comporte deux collines culminant à 110 et 128 mètres d'altitude. Ses falaises forment des caps comme Gibbdale Point et Kione Beg au nord et Caigher Point et le rocher d'Yn Burroo au sud qui encadrent une crique appelée The Puddle. L'île ne comporte qu'un seul chemin reliant le nord, l'ouest et le sud de l'île et deux ruisseaux.

### Géologie
Calf of Man, de même que Chicken Rock et les hauteurs de l'île de Man, est constituée des mêmes roches qui forment les Highlands d'Écosse et les montagnes de Mourne en Irlande. En effet, il y a 410 millions d'années, l'océan Iapétus s'est refermé à la faveur du rapprochement de deux masses continentales. Les roches sédimentaires qui en recouvraient le fond se sont alors retrouvées plissées et projetées en altitude en formant une chaîne de montagnes. Certaines de ses roches sédimentaires plissées sont encore visibles à Sugarloaf et à Chasms. Ces montagnes se sont ensuite érodées presque complètement sous l'action des intempéries.
Il y a dix mille ans, les calottes glaciaires de la dernière glaciation ont commencé à se retirer en déposant des débris rocheux et des sédiments qui ont formé les sols de Calf of Man et de la péninsule de Meayll. Par la suite, les habitants de l'île ont laissé leurs empreintes dans le paysage en créant des champs délimités par des murets de pierre.

### Faune et flore

#### Faune et flore marine
Le détroit qui sépare Calf of Man de l'île de Man, seulement large de 500 mètres, est sujet à de forts courants marins provoqués par les marées. Ce brassage de l'eau apporte de nombreux nutriments dont se nourrissent une faune et une flore marine variée : algues, anémones de mer, crustacés, mollusques, éponges, corail, phoques.

#### Faune terrestre

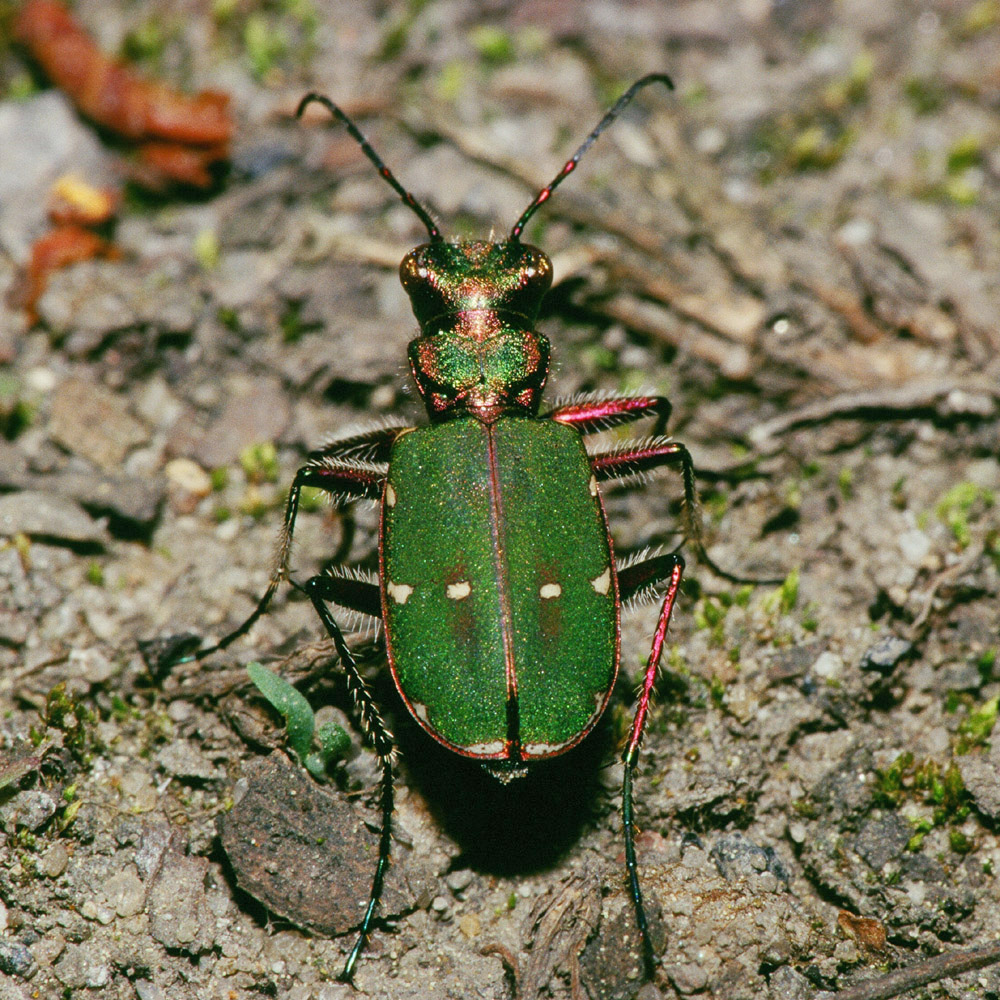
Cicindèle champêtre à Dresde en Allemagne.

L'île abrite de nombreuses colonies d'oiseaux marins et notamment de puffins des Anglais qui sont protégés et mis en valeur par The Sound Centre, une des divisions du Manx Wildlife Trust. Ces oiseaux trouvent refuge et nichent dans les nombreuses falaises qui entourent pratiquement la totalité de l'île.
Les espèces de mammifères sont représentées sur Calf of Man par une variété de moutons, le Loaghtan, Loaghtan signifiant en français « brun souris », descendant des premiers moutons amenés sur l'île et protégés depuis les années 1950 par le Manx National Heritage. L'île est toutefois envahie par deux autres espèces : le lapin et le rat. Ces derniers sont arrivés sur l'île à la suite d'un naufrage tandis que les lapins ont été introduits au Moyen Âge pour leur élevage. Des tentatives eurent lieu pour y introduire des cerfs élaphes mais sans succès.
Calf of Man est aussi un endroit propice à l'observation d'insectes car outre de nombreux papillons, l'île compte de nombreux minotaures, un coléoptère dont les larves se nourrissent entre autres des excréments de lapin, et de cicindèle champêtre, un coléoptère prédateur d'autres insectes dont de minotaures.

#### Avifaune

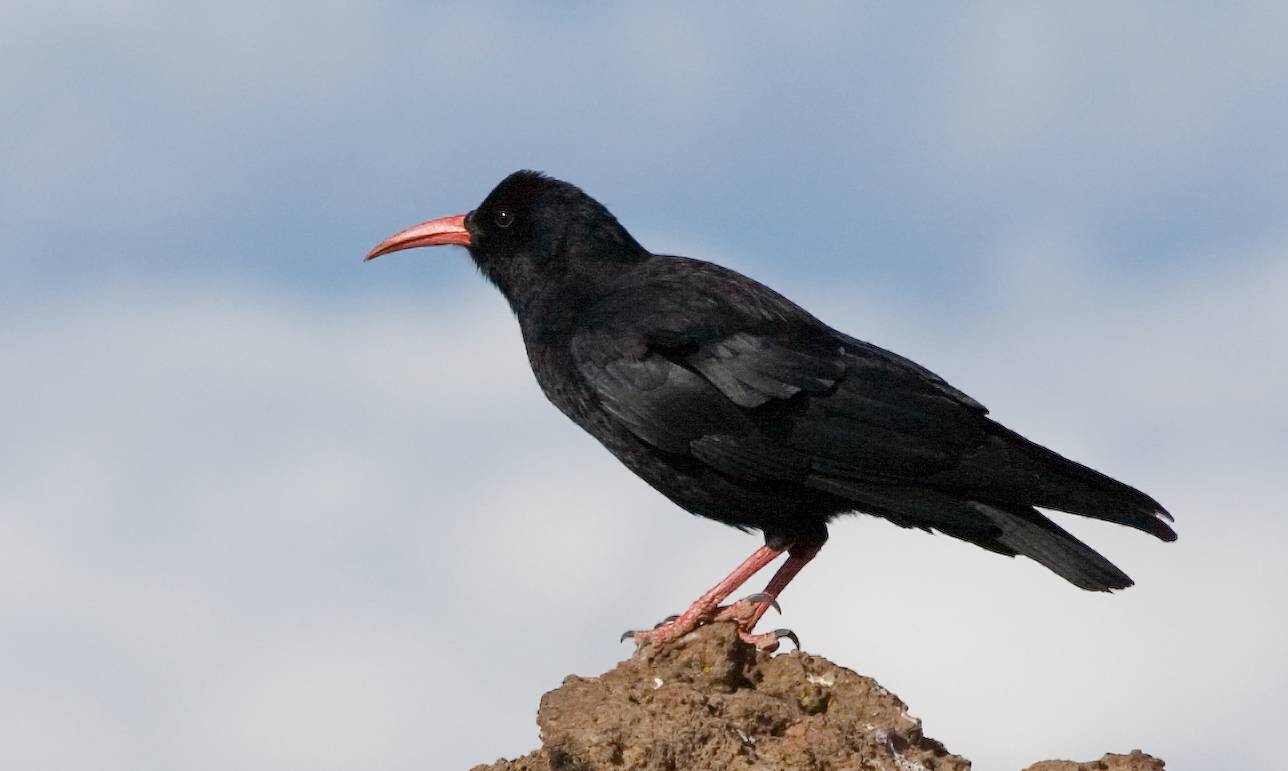
Crave à bec rouge.

L'observatoire ornithologique de Calf of Man a été mis en place en 1959 et a obtenu son caractère officiel en 1962. Tous les ans, de mars à novembre, des scientifiques s'établissent sur l'île et mènent des études et des observations : comptages, études migratoires mais surtout piégeages pour permettre le baguage des oiseaux comme ce fut le cas de 99 042 individus de 134 espèces en 2001 dont 11 280 repérés par d'autres observatoires ornithologiques.
Les oiseaux les plus courants sur l'île sont le crave à bec rouge, la plus importante population reproductrice du Royaume-Uni, le macareux, le puffin des Anglais, la mouette, le guillemot, le guillemot à miroir, le petit Pingouin, le fulmar et les pétrels-tempête.
Les craves à bec rouge vivant sur Calf of Man sont parmi les derniers du Royaume-Uni : ils ne se rencontrent plus en Angleterre mais seulement dans quelques endroits des côtes du Pays de Galles et des îles écossaises. Mais seules les populations de Calf of Man et de la côte occidentale de l'Irlande semblent pérennes car ce sont les seules où les adultes éduquent leurs poussins la première année de leur existence. Cette espèce nécessitant une herbe courte pour trouver sa nourriture, composée de vers, larves ou encore coléoptères, dans le sol, Calf of Man leur offre un bon endroit car abritant en permanence une population de moutons mais aussi de lapins qui se nourrissent de cette herbe et la maintiennent rase.
Les puffins mannois formaient il y a deux siècles la plus grande colonie de leur espèce sur Calf of Man. Celle-ci fut décimée par les rats de l'île qui s'attaquaient aux individus les plus lourds mais certains puffins mannois commencent néanmoins à revenir sur l'île.

#### Flore
Calf of Man ne comporte aucun arbre, seulement une lande et des prairies. La lande, formée principalement de bruyère, fourni des matériaux de construction pour les nids des oiseaux. D'autres espèces comme la scille printanière, la grande Aunée, l'armérie, le cranson, la silène maritime et la camomille sauvage sont présentes sur l'île.

## Histoire

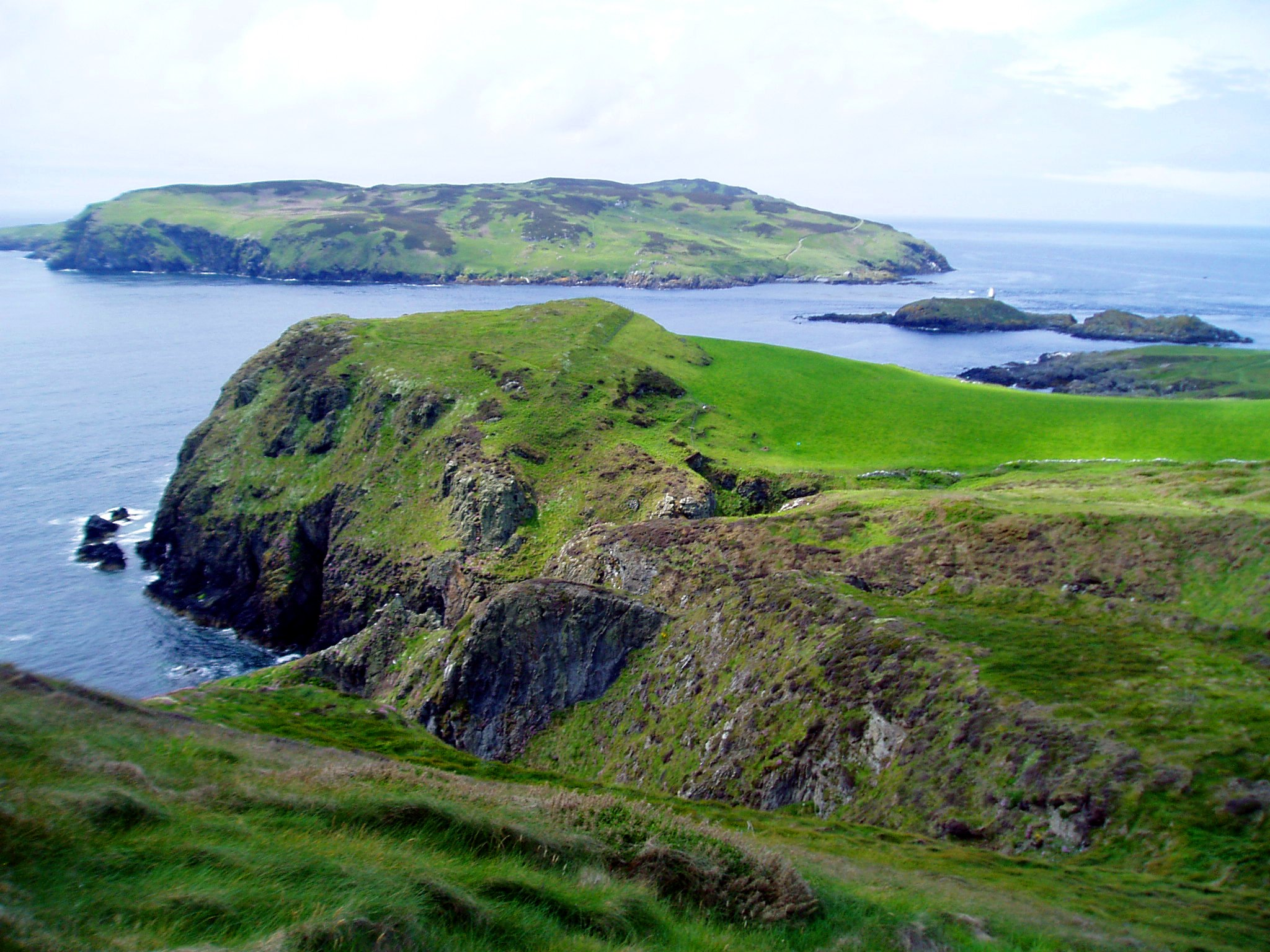
L'île de Calf of Man au-delà du détroit de Calf vu depuis l'île de Man et l'îlot de Kitterland entre eux. Au premier plan, le promontoire de Burroo Ned.

### Premiers peuplements
Calf of Man est peut-être habitée dès la Préhistoire mais elle l'est de manière certaine depuis le début du IXe siècle comme l'atteste un vestige de chapelles chrétiennes datant de cette époque. Ce vestige, une stèle appelée Calf of Man Crucifixion Stone, en français « Pierre de crucifixion de Calf of Man », est trouvé dans un muret en pierre en 1773. Elle faisait partie d'un autel en ardoise locale et représente le Christ mourant sur la croix.
Ces chapelles sont vraisemblablement construites par des moines et des ermites chrétiens pour qui Calf of Man constitue pendant longtemps un refuge,. Ils y cultivent la terre selon la méthode du lazy bed et y élèvent des moutons tandis que l'île ne fait parler d'elle que dans des faits divers mettant en jeu des fugitifs s'y réfugiant.

### Propriété privée
Calf of Man passe entre les mains de différents propriétaires et occupants durant des siècles. L'importance stratégique de l'île est telle que les rois des Anglo-Saxons auraient réussi à la conserver durant des siècles, même durant la période de domination des rois norvégiens. À partir du XVe siècle, l'île appartient à la famille Stevenson mais elle est récupérée en 1644 par James Stanley, septième comte de Derby, qui la remet au Lord de Man. Ils la garderont jusqu'en 1773 lorsque le duc et la duchesse d'Atholl la cèdent à John Quayle afin de l'utiliser pour l'agriculture. William Leece Drinkwater en devient ensuite propriétaire en 1832 après que l'île eut connu une courte période de quatre ans sous la couronne britannique mais par le jeu des héritages, l'île revient finalement à la famille Cary de Castletown. Durant les XVIIIe et XIXe siècles, jusqu'à cinq ou six familles vivent alors sur l'île comme les Maddrell de 1909 à 1932, certains étant jusqu'à récemment des gardiens de phare.
Le Royaume-Uni, afin de défendre cet endroit stratégique et pour prévenir toute invasion, a maintenu en permanence une garnison sur Calf of Man. South Harbour et Grant's Harbour étaient protégés par des batteries composées de un ou deux canons légers installés sur des plates-formes en fer à cheval protégés par des levées de terre.

### Naufrages et phares

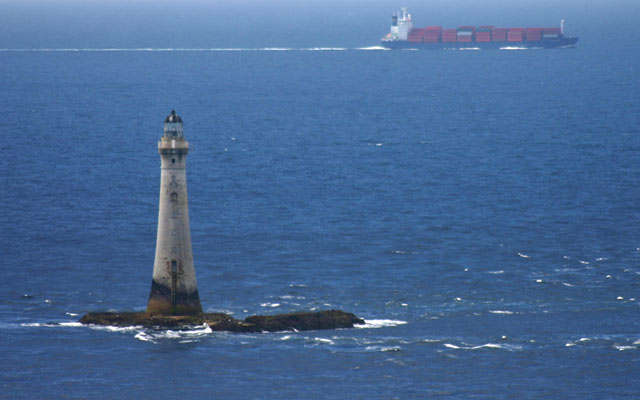
Le phare de Chicken Rock.

Les eaux dangereuses aux abords de l'île ont entraîné de nombreux naufrages dont ceux du Jeune St. Charles en 1858 et du Clan McMaster le 30 septembre 1923. En décembre 1852, le Lily transportant de la poudre à canon, des armes à feu, du coton et du rhum s'échoue près des côtes de Kitterland. Aux morts du naufrage s'ajoutent ceux des personnes parties récupérer la marchandise : des coups de hache ont mis le feu à la poudre ce qui a entraîné l'explosion du navire. En 1994, une stèle commémorative a été érigée pour rendre hommage aux trente morts.
Ces naufrages surviennent bien que des phares sont construits sur l'île dès 1818 : le 1er septembre de cette année, les lumières des deux premiers phares de l'île, le Calf of Man Low Light et le Calf of Man High Light, sécurisent ses abords et ce jusqu'en 1875. Ces deux phares, érigés par Robert Stevenson & Co et selon une idée datant de 1794, sont synchronisés pour croiser leurs faisceaux lumineux sur les rochers de Chicken Rock,. Peu efficaces par temps de brouillard, ils seront abandonnés au profit du phare de Chicken Rock, une unique tour haute de 38 mètres mise en service le 1er janvier 1875 sur le Chicken Rock lui-même,. Endommagé par un incendie en 1960, il est automatisé l'année suivante et le phare de Calf of Man, une tour octogonale blanche sur un bâtiment en granit, est construit en 1968 pour renforcer la sécurité maritime,,.
Après un rapport des General Lighthouse Authorities du Royaume-Uni et d'Irlande datant de 2005, la corne de brume du phare de Chicken Rock cesse ses activités en 2005 et sa portée du faisceau lumineux, augmentée à 21 milles nautiques après des travaux en septembre 2006, entre en fonction le 13 juin 2007. Afin d'éviter une confusion entre les deux faisceaux blancs des phares de Chicken Rock et de Calf of Man, ce dernier cesse toute activité le 21 juin 2007.

### Gestion par leNational Trust
Propriété privée de Joshua Popplewell puis de F.J. Dickens jusqu'en 1937, Calf of Man est cédée à cette date au National Trust du Royaume-Uni. Le Manx National Heritage en prend ensuite peu à peu le contrôle sous l'initiative du deemster Percy Cowley : d'abord en la louant à partir de 1951 puis en recevant sa gestion en 1986. Enfin, en 2006, la gestion de l'île est transférée au Manx Wildlife Trust bien que le Manx National Heritage en conserve la propriété.
L'île constitue depuis son acquisition par le National Trust un sanctuaire pour la faune sauvage, notamment ornithologique. Une ancienne ferme datant de 1878 est reconvertie en centre ornithologique accueillant le public qui ne peut accéder à l'île durant les périodes de reproduction des oiseaux marins. Calf of Man est accessible par bateau depuis Port Erin et Port Saint Mary. Toutefois, les excursions sont organisées en fonction de la saison, du nombre de visiteurs, de la météo et des marées. Les scientifiques sont présents la majeure partie de l'année sur l'île mais son accès n'est pas possible en période de reproduction des oiseaux. Des règles de préservation de la nature doivent également être respectées : pas de contacts directs avec la faune, pas d'escalade, les chiens sont interdits de même que les feux, les barbecues, le camping et les détecteurs de métaux et il n'est pas autorisé de se baigner.

## Culture

### Légendes
Selon des légendes celtes irlandaises, le détroit de Calf fut créé au cours d'un combat entre le Jötunn irlandais Finn Mac Cumaill et un buggane, un géant du folklore mannois. Alors que les deux géants combattaient dans les environs de Burroo Ned, le buggane projeta Finn Mac Cumaill en l'air. Ce dernier, en retombant, laissa deux empreintes dans le sol avec ses deux pieds qui formèrent les deux parties du détroit séparées par les rochers de Kitterland, séparant ainsi Calf of Man de l'île de Man.
Une autre légende mentionne l'existence d'une île, maintenant engloutie, située au sud-ouest de Calf of Man et étant lieu de résidence de Manannan MacLir. Ce dernier ainsi que d'autres géants feraient des incursions sur Calf of Man et se replieraient sur cette île cachée dans le brouillard.
Kitterland tirerai son nom du chef viking Kitter : alors que ce dernier chassait sur Calf of Man, son cuisiner, Eaoch, qui signifie en français « celui qui peut pleurer très fort », l'avertit que les celtes brûlaient sa maison. Kitter, reprenant son bateau pour franchir le détroit de Calf, se fracassa contre les rochers de Kitterland et se noya.

### Philatélie
À partir de 1962, Calf of Man émet ses propres timbres poste, légendés Calf of Man Isle of Man, jusqu'à ce que l'île de Man acquière son indépendance postale vis-à-vis du Royaume-Uni en 1973. Ces émissions, considérées comme privées et non reconnues par l'Union postale universelle, totalisent 376 timbres qui servirent à payer le transport du courrier à partir de Calf of Man jusqu'à Port Saint Mary. Ces timbres, grâce à leur caractère insolite, sont également recherchés par les philatélistes.

### Art topiaire
Un triskèle en armure, symbole de l'île de Man, d'une cinquantaine de mètres de diamètre taillé dans les bruyères du centre de l'île est visible depuis le ciel